# Ivan Frgić
Ivan Frgić (n. 18 iulie 1953, Sombor, RP Serbia, RSF Iugoslavia – d. 31 octombrie 2015, Sombor, Districtul Bačka de Vest, Serbia) a fost un luptător ce a reprezentat Republica Socialistă Federativă Iugoslavia, medaliat olimpic. A participat la 2 ediții ale Jocurilor Olimpice (1976, 1980) în care a câștigat o medalie de argint.